# St. Bernward (Gestorf)

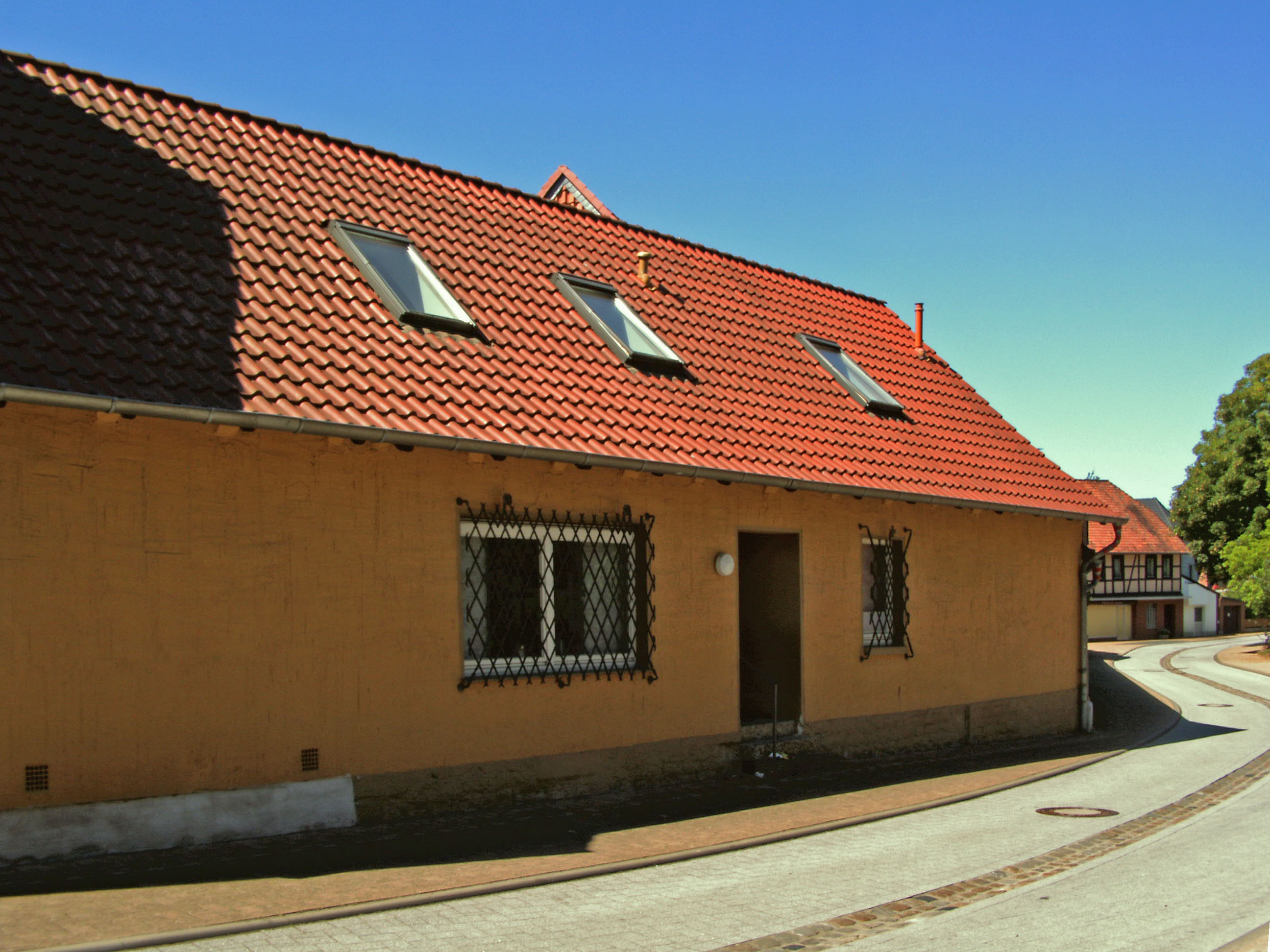
Ehemalige St.-Bernward-Kapelle (2013)

Die Kapelle St. Bernward war die katholische Kapelle in Gestorf, einem Ortsteil der Stadt Springe in der Region Hannover in Niedersachsen. Sie gehörte zuletzt zur Pfarrgemeinde Maria von der Immerwährenden Hilfe mit Sitz in Bennigsen, im Dekanat Hannover-Süd/West des Bistums Hildesheim. Die Kapelle war nach dem heiligen Bernward von Hildesheim benannt und befand sich in der Straße In der Welle 9. Heute befindet sich die nächstgelegene katholische Kirche vier Kilometer entfernt in Bennigsen.

## Geschichte
Bereits ab 1940 fand katholischer Gottesdienst auf dem Gut in Gestorf statt, zunächst in Räumen des Gutshauses. Am 19. August 1975 weihte Bischof Heinrich Maria Janssen die im ehemaligen Landarbeiterhaus des Gutes eingerichtete St.-Bernward-Kapelle ein, sie befand sich in rund 93 Meter Höhe über dem Meeresspiegel und wurde bis 1991 für Gottesdienste genutzt. 1994 wurde die Kapelle aufgegeben, das Gebäude wird heute zu Wohnzwecken genutzt.